# كارول سفرتشيفيسكي
الكولونيل العام كارول «فاتسواف» كارولفيتش سفرتشيفيسكي (بالبولندية: Karol Wacław Świerczewski، بالروسية: Ка́роль Ка́рлович Сверче́вский) وُلد في وارسو بقيصرية بولندا في الإمبراطورية الروسية بتاريخ 22 فبراير 1897 (بحسب التقويم الجديد أو 9 فبراير 1897 بحسب التقويم القديم)، وتوُفي بمدينة يابلونكي محافظة سوبكارباتيابسوبكارباتيا في 28 مارس 1947، وهو بولندي التحق بالجيش الأحمر السوفيتي وشارك في صفوفه خلال الحرب الأهلية الروسية وتدرّج في الرتب العسكرية حتى وصل لرتبة جنرال كما شارك في صفوف القوات المسلحة السوفيتية خلال الحرب الأهلية الإسبانية علاوة على الحرب العالمية الثانية كما كان عضوًا في حكومة الوحدة الوطنية البولندية المؤقتة الموالية للاتحاد السوفيتي خلال الحرب العالمية الثانية. وهو واحد من ضباط الحرب العالمية الثانية التي تحوم الشكوك حول الملابسات الحقيقية لوفاتهم، فبعد أن خرجت التصريحات الحكومية لتؤكد مقتل الكولونيل سفرتشيفيسكي في عملية اغتيال نفذتها عناصر من جيش المتمردون الأوكرانيون بعد تفقّد الأخير للقوات البولندية في يابلونكي إلا أن أصابع الاتهام تشير في المقام الأول إلى الاستخبارات السوفيتية والتي اتخذت عملية الاغتيال ذريعة لتهجير الأوكرانيين من جنوب شرق بولندا إلى الأراضي المسترجعة بعد الحرب.

## وصلات خارجية
- (بالروسية) Пан Вальтер في "Совершенно секретно"، مجلة شهرية في روسيا.